# Александру Дєдов
Александру Дєдов (рум. Alexandru Dedov, нар. 26 липня 1989, Кишинів) — молдовський футболіст, півзахисник клубу «Зімбру».
Виступав за латвійський «Вентспілс», низку молдовських клубів, а також національну збірну Молдови.

## Клубна кар'єра
Вихованець школи «Штефан чел Маре» (Кишинів). У 15 років на одному з турнірів в Іспанії Александру Дєдов звернув на себе увагу скаутів «Барселони», проте до пропозиції справа не дійшла. Влітку 2007 року з дитячо-юнацької футбольної школи «Штефан чел Маре» перейшов до чемпіона Латвії «Вентспілс». Незважаючи на традиційно важкий для всіх перехід з дитячого в дорослий футбол, регулярно тренувався з основною командою чемпіонів Латвії, набираючись досвіду в матчах за дубль і в турнірі Балтійської Ліги.
У сезоні 2007 року, який «Вентспілс» завершив «золотим дублем», Дєдов зіграв лише в одному матчі чемпіонату. Але вже з наступного сезону Александру став гравцем основного складу, а головний тренер «Вентспілса» Роман Григорчук назвав Дєдова «гравцем з божевільними даними та приголомшливою швидкістю».. 22 липня 2008 року в матчі проти чемпіона Уельсу «Лланеллі» відбувся дебют Дєдова в Лізі чемпіонів.
На початку 2011 року Александру повернувся на батьківщину, ставши гравцем «Дачії», якій вже влітку допоміг вперше в історії стати чемпіоном Молдови.
На початку 2012 року перейшов у «Шериф» (Тирасполь), з яким виграв наступний чемпіонат Молдови. 1 квітня 2013 року стало відомо, що Дєдов покинув тираспольську команду і до кінця сезону грав за клуб «Академія УТМ».
До складу клубу «Зімбру» приєднався влітку 2013 року. Відіграв за кишинівський клуб два сезони та відповідно 54 матчі в національному чемпіонаті.
Надалі по сезону відіграв за румунський «Тиргу-Муреш», молдовський «Мілсамі» та азербайджанську команду «Зіра». 
Влітку 2019 року повернувся на батьківщину, де сезон захищав кольори клубу «Петрокуб Хинчешти», наступного року повернувся до «Мілсамі» за який цього разу ввідіграв два сезони.
У 2022 році повернувся до складу клубу «Зімбру».

## Виступи за збірну
За юнацькі збірні Молдови до 16 і до 19 років Дєдов провів близько 30 матчів, забив 11 голів, у тому числі у відбіркових матчах чемпіонату Європи та чемпіонату світу. 
26 березня 2008 року у віці 18 років дебютував за молодіжну збірну Молодови у відбірковому матчі чемпіонату Європи проти збірною Ізраїлю в Тель-Авіві. Відігравши другий тайм, був визнаний одним з найкращих гравців у складі молдавської збірної, отримав хороші відгуки в пресі. У вересні отримав виклик на останній відбірковий матч проти Люксембурга. Через хвилину після виходу на поле розіграв блискучу комбінацію та виклав партнеру м'яч під удар. Був визнаний найкращим гравцем матчу і був персонально відзначений новим головним тренером. У листопаді в третьому своєму Дєдов Дідів святкував свій перший гол за «молодіжку». Всього на молодіжному рівні провів 11 матчів за забив два голи.
2012 року дебютував в офіційних матчах у складі національної збірної Молдови. У формі головної команди країни до 2019 року провів 55 матчів, забивши 3 голи.

## Титули і досягнення
«Вентспілс»
- Чемпіон Латвії: 2008

«Дачія»
- Молдовська Суперліга: 2010–11

«Шериф»
- Молдовська Суперліга: 2011–12

«Зімбру»
- Кубок Молдови: 2013-14
- Суперкубок Молдови: 2014

Найкращий бомбардир Чемпіонату Молдови (1)
«Зімбру»: 2023